# カリマンタン

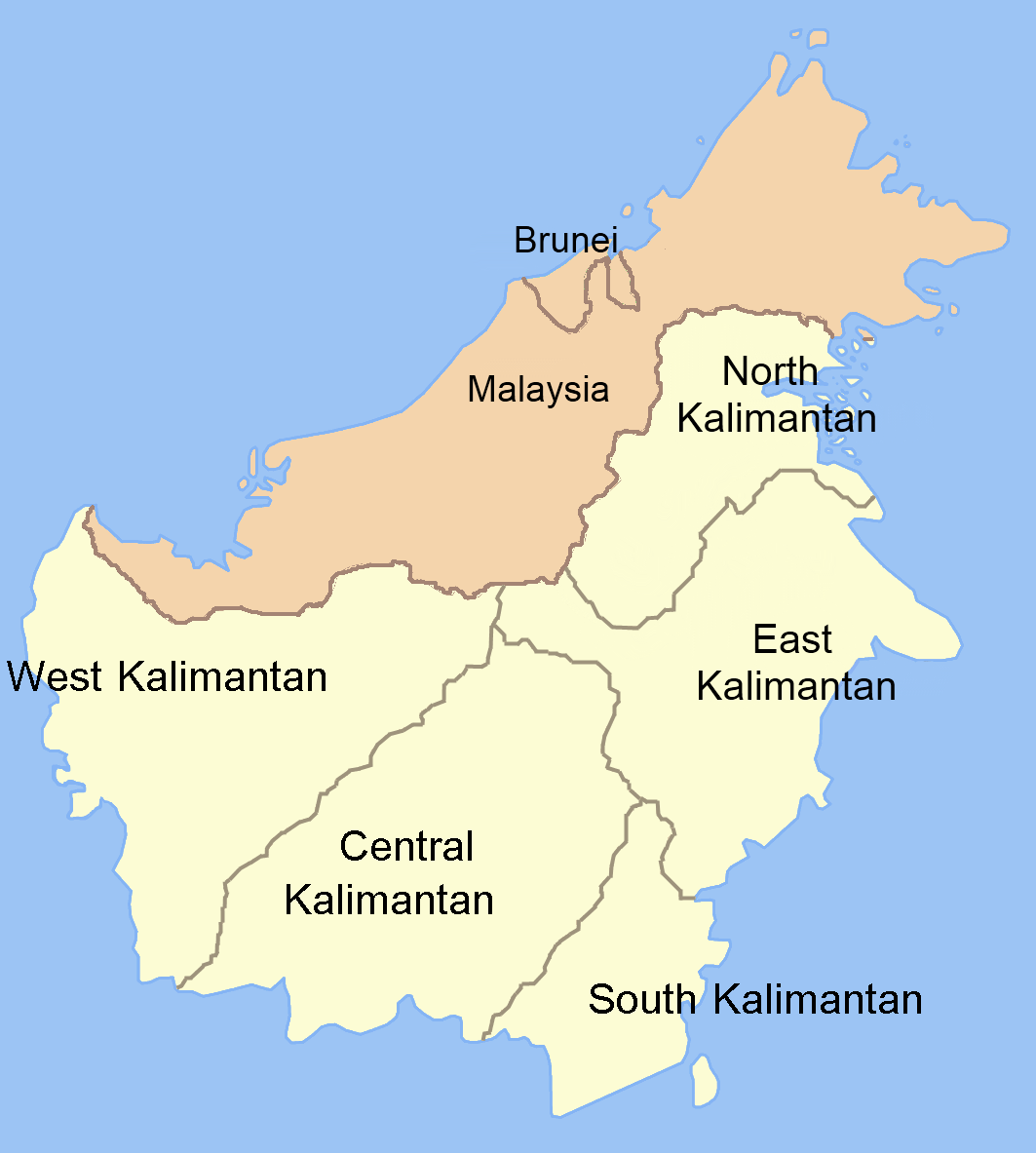
カリマンタンの地図（淡色）と内訳

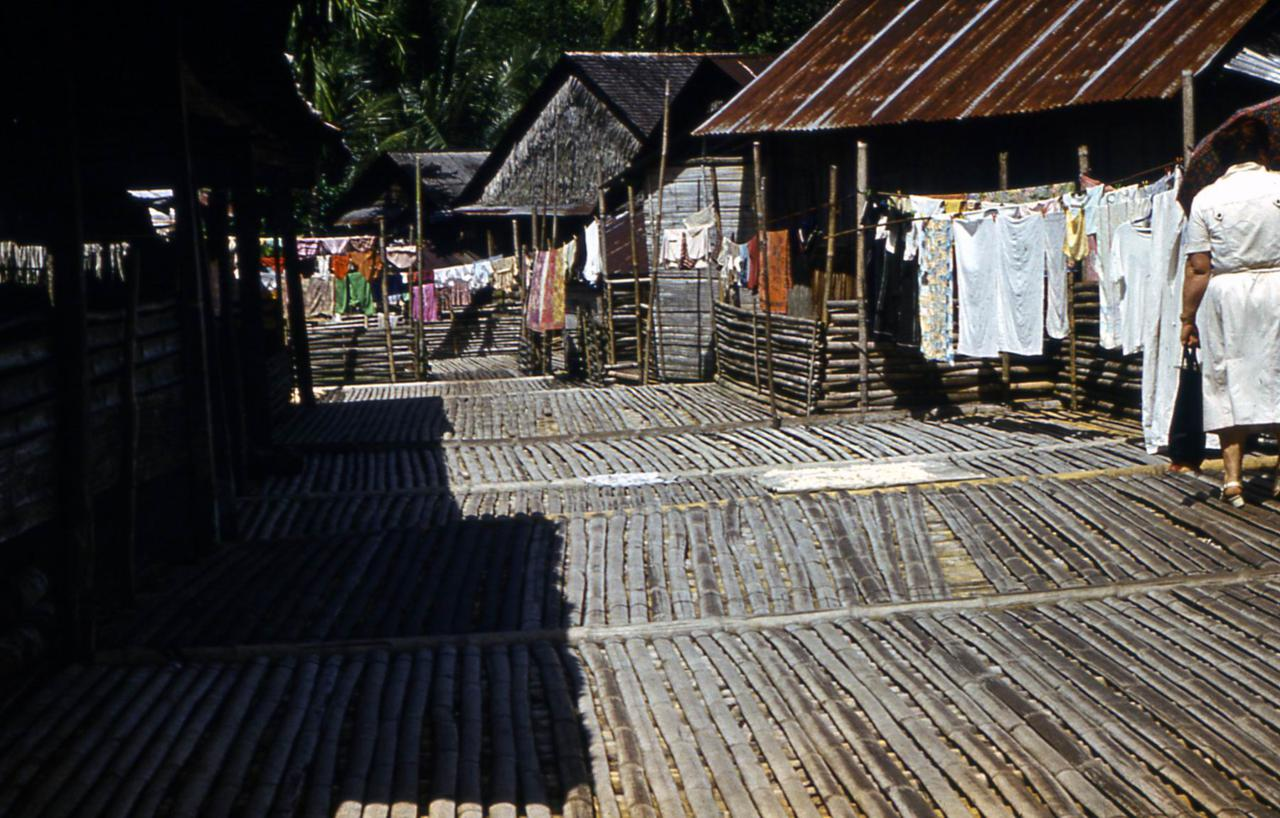
村

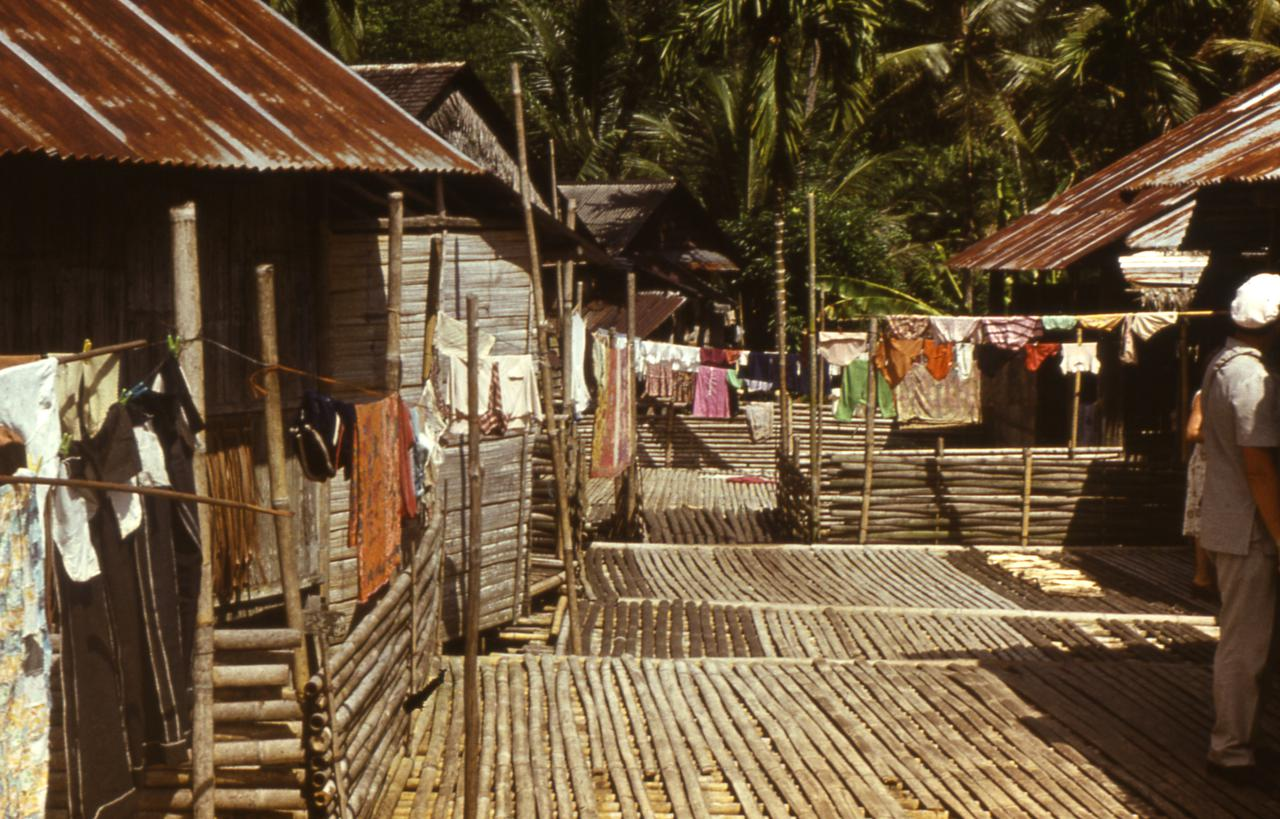
別の角度から見た同じ村

カリマンタン (Kalimantan) とは、インドネシアとマレーシア、ブルネイにまたがるボルネオ島の呼称。インドネシア語で「カリマンタン」はボルネオ島全土を表す一方、英語ではボルネオ島のインドネシア領地域を表している。
インドネシア領は面積では島の73％、人口は69.5％（2010年の国勢調査では13,772,543人）である。ボルネオ島の非インドネシア領は、ブルネイ（40万人）と東マレーシア（5,625,000人）で、後者にはサバ州、サラワク州、および連邦直轄領ラブアンがある。インドネシア領のこの地域は、インドネシア領ボルネオとしても知られている。
カリマンタンの総面積は、544,150平方キロメートル (210,097 sq mi)。
カリマンタンは5州に分かれている。
| 州                                     | 面積（km2） | 総人口（2000年の国勢調査） | 総人口（2005年の推計） | 総人口（2010年の国勢調査） | 首都             |
| -------------------------------------- | ----------- | -------------------------- | ---------------------- | -------------------------- | ---------------- |
| 西カリマンタン州 (Kalimantan Barat)    | 147,307.00  | 4,016,353                  | 4,042,817              | 4,393,239                  | ポンティアナック |
| 中部カリマンタン州 (Kalimantan Tengah) | 153,564.50  | 1,801,965                  | 1,913,026              | 2,202,599                  | パランカラヤ     |
| 南カリマンタン州 (Kalimantan Selatan)  | 38,744.23   | 2,984,026                  | 3,271,413              | 3,626,119                  | バンジャルマシン |
| 東カリマンタン州 (Kalimantan Timur)    | 204,534.34  | 2,451,895                  | 2,840,874              | 3,550,586                  | サマリンダ       |
| 北カリマンタン州 (Kalimantan Utara)    | 71,176.72   | —                          | 473,424                | 524,526                    | タンジュンセロル |
| Total                                  | 615,326.79  | 11,254,239                 | 12,541,554             | 14,297,069                 |                  |

## 参照
1. 1 2  “Kalimantan”.   Britannica. 2008年2月26日閲覧。
2. ↑  “Indonesia General Info”.   Geohive.com. 2009年8月11日閲覧。
3. ↑  http://www.bps.go.id/tab_sub/view.php?kat=1&tabel=1&daftar=1&id_subyek=12&notab=1